# Can Cardona (Breda)
Can Cardona és una casa amb elements historicistes i modernistes de Breda (Selva) inclosa a l'Inventari del Patrimoni Arquitectònic de Catalunya.

## Descripció
Edifici aïllat, situat al nucli urbà de Breda, a la carretera d'Arbúcies.
L'edifici presenta una estructura de dos cossos simètrics, de planta baixa i una sala a manera de torreta al pis, i estan coberts (cada un dels cossos independentment) amb una teulada a doble vessant desaiguat als laterals, que només és visible a la distància, ja que tot l'edifici està coronat amb uns merlets esgraonats (l'aigua surt a través d'unes dissimulades canals).
A la façana principal de cada un dels cossos, un porxo (precedit per unes escales) amb dos arcs de ferradura fistonats còncaus a la part frontal, i un a cada lateral, decorats amb rajola vidriada policromada, sostinguts per columnes, precedeix la porta d'entrada, també en arc de ferradura fistonat còncau, amb un trencaaigües, i elements decoratius de rajola vidriada policromada. Flanquegen la porta dues finestres (que segurament havien estat balcons, com es pot endevinar per la barana de rajola vidriada i teula), en arc de ferradura fistonat còncau, amb trencaaigües, decorades amb rajola vidriada policromada. A la zona de l'arc, hi ha una gelosia de fusta decorada amb cercles i flors.
Just sobre la porta d'entrada, una torre amb quatre obertures en arc de ferradura, separades per cinc columnes amb els capitells i les bases de pedra, i els fusts de ceràmica. Merlets esgraonats, i dues estructures a manera de pinacles també amb merlets esgraonats, flanquegen les finestres. Davant aquesta torre, una terrassa petita que és el teulat del porxo vorejada per merlets esgraonats. D'aquesta en surt un petit teulat, que també trobem sota els merlets esgraonats que coronen l'edifici (i que actua de trencaaigües per les finestres laterals) i sota els merlets esgraonats de la torre (protegint així les obertures de la torre).
Als laterals, tres obertures en arc de ferradura, la mida de les quals augmenta a mesura que ens acostem a la part posterior de cada un dels dos cossos. A la part superior, respiralls de ceràmica.
A la part posterior, una tribuna semicircular, coronada per un taulat amb trencadís de ceràmica.
La façana està pintada de color salmó, i decorada a la façana amb un fris pintat, que imita una porxada. També hi ha ocells pintats. (Cal dir, però, que les façanes de l'edifici dret presenta humitats, a diferència de les l'edifici esquerre que ha estat recentment pintat).
Un jardí envolta els dos edificis, que es troben separats l'un de l'altre per un petit mur, i protegits de l'exterior per una reixa.